# Deductieve wetenschap
Deductieve wetenschap is wetenschap op basis van deductie, ofwel op basis van onbetwistbare stellingen. Deductieve wetenschap wordt soms gelijkgesteld aan formele wetenschap en is de tegenpool van empirische wetenschap of inductieve wetenschap. 
Het grote voorbeeld is de geometrie van Euclides (ca. 300 BC), vastgelegd in zijn Elementen.

## Kenmerken
Deductieve wetenschap wordt gekenmerkt door de volgende algemene structuur:
- De basis wordt gevormd door een reeks aannamen, zoals wiskundige stellingen, premissen of postulaten.
- Hiermee en met zekere definities kan men een nieuwe reeks stellingen afleiden, zoals theorema's.

Deze wetenschap blijft van een hypothetisch karakter: als alle aannamen waar zijn, dan zijn de theorema’s dit ook. In de niet-deductieve wetenschap staat daarentegen de vraag centraal, of bepaalde stellingen als zodanig echt waar zijn. De gebruikelijke methode om dit laatste vast te stellen is het experiment.